# Campoplex rufocingulatus
Campoplex rufocingulatus là một loài tò vò trong họ Ichneumonidae.